# Horst Sommer
Horst Sommer (* vor 1935) ist ein deutscher Synchronsprecher.

## Leben
Sommer war in der Zeichentrickserie Sindbad als Zauberer Balba zu hören. In den 1950er und 1970er Jahren synchronisierte er die Filme Auf Sherlock Holmes’ Spuren, Männer, Mädchen und Motoren und Vier Fäuste für ein Halleluja. Er lieh auch dem Ameisenanführer bei Biene Maja seine Stimme.

## Filme
- 1951 – Auf Sherlock Holmes’ Spuren
- 1957 – Männer, Mädchen und Motoren
- 1970 – Die rechte und die linke Hand des Teufels – Deutsche Fassung
- 1972 – Vier Fäuste für ein Halleluja
- 1976 – Tödliche Befehle aus dem All – Deutsche Fassung
- 1977 – Die 21 Stunden von München